# Катерлезський Свято-Георгієвський жіночий монастир
Катерлезський Свято-Георгіївський жіночий монастир УПЦ (МП) — православний монастир у селі Катирлез на Керченському півострові.
Заснований в 1857 році Архієпископом Херсонським і Таврійським Інокентієм (Борисовим) в селі Катерлез на місці явища місцевому пастуху Святого Великомученика Георгія. У перші роки після Жовтневого заколоту монастир був ліквідований. В даний час обитель намагаються відновити і заново відбудувати. Першою настоятелькою відновлення монастиря стала матінка Акиліна.

## Історія монастиря до Громадянської війни
За місцевою легендою, наприкінці XVIII століття на горі Святого Георгія в селищі Катерлез одному грецькому пастуху декілька разів було бачення вершника на білому коні. Одного разу він запросив подивитися на диво знайомих старців, які також стали свідками явища на вершині гори гарного стрункого юнака і білого скакуна. Згідно з переказами, образ вершника розсіявся, варто було їм підійти ближче. На вершині гори було знайдено камінь з відбитками людських ніг і копит коня, також, за переказами, була знайдена ікона Святого Великомученика Георгія. Двічі ікону переносили в один із найстаріших храмів Криму — Церкву Святого Іоанна Предтечі в Керчі, але вона дивним чином знову опинялася на вершині гори. Проблему вирішив священик храму. Він пообіцяв, що на цьому місці буде споруджено монастир, а до тих пір щорічно в День пам'яті Великомученика Георгія, 23 квітня, ікону належало хресним ходом приносити на місце цього дива.
Архієпископ Інокентій (Борисов), який очолив в 1848 році Херсонську і Таврійську єпархію, одного разу відвідав селище разом з керченським міським головою князем Херхеулідзе і запропонував побудувати на цьому місці каплицю на честь Святого Георгія. Будівельниками були обрані почесні громадяни Керчі Микола Джанбеков і Феодор Сазонов.
Війна Росії з Англією завадила утвердитися на святій горі православній святині. Керч окупували іноземні війська і побудовану каплицю використовували у військових цілях, перетворивши в стайню. Тільки після укладення мирного договору знову постало питання про відродження розореної каплиці і, за клопотанням Преосвященного Інокентія, устрою монастиря. Проектні роботи взяв на себе керченський архітектор Василь Гущин.
У лютому 1857 року керівником будівництва був призначений скарбник Балаклавського Георгіївського монастиря, ієромонах Михайло. До квітня добудували церкву, а трохи пізніше — чернечу келію. Тоді ж у монастирі стали проводити перші богослужіння.

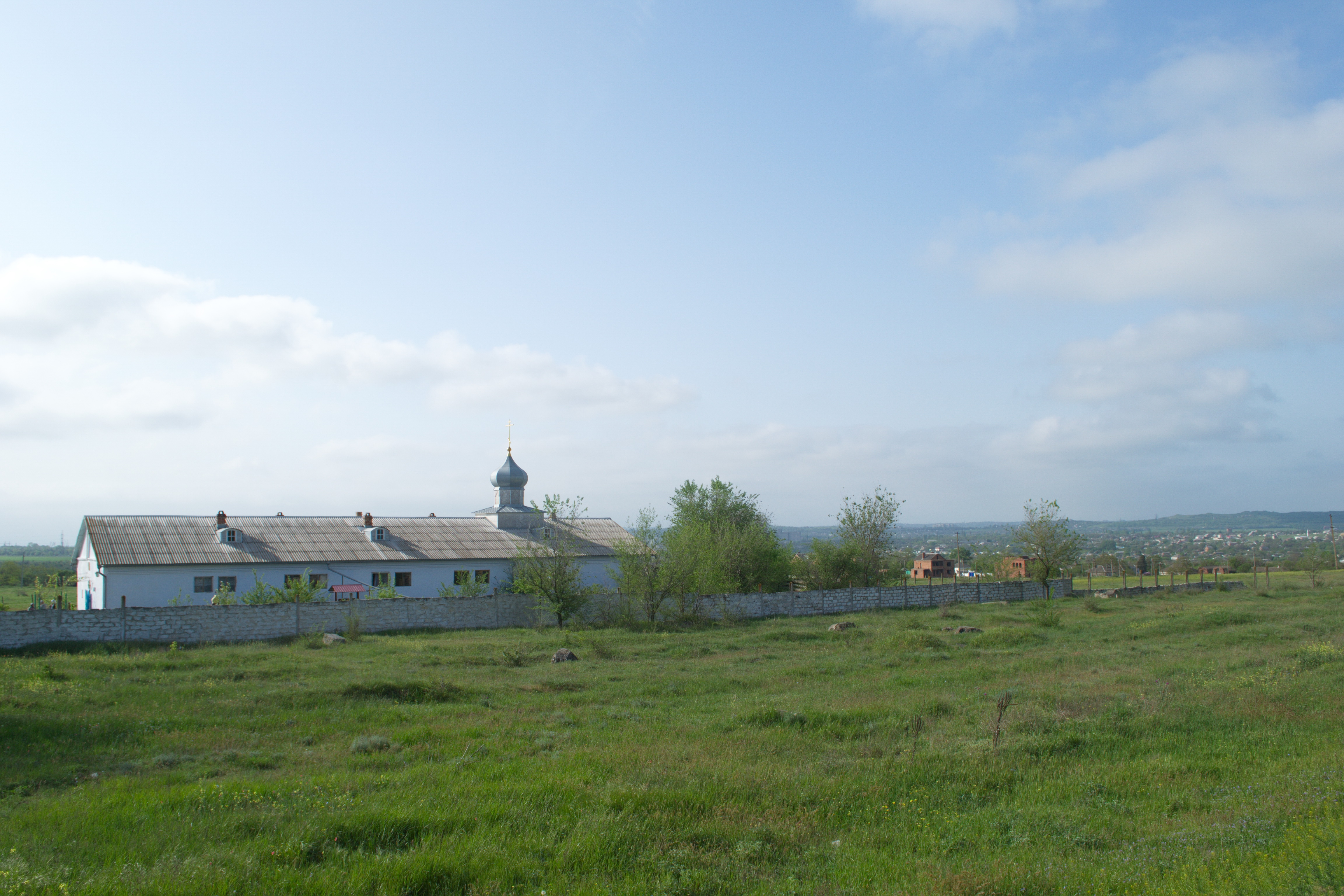
Вид на монастир станом на 2013 рік

У 1859 році керченська купець Іван Салатич звів на території монастиря одноповерхову кам'яну будівлю, що стало згодом основним житлом для послушників Григорія Григор'єва і Антонія Петренка. З'явилися трапезна, кухня, підсобні приміщення, стайня. Протягом декількох років число ченців обителі зросло до двадцяти чотирьох.
У 1862 році побудували дзвіницю, а також двоповерховий будинок настоятелів.
Архімандрит Михайло прослужив в монастирі одинадцять років. У 1869 році його перевели до Бахчисарайського Успенського скиту, а пізніше — до Балаклавського Георгіївського монастиря. Його змінив духівник Таврійського Архієрейського будинку ієромонах Петро (Амвросій Глєбов), з яким пов'язують нове відродження обителі, завершення великої черги будівництва і придбання ікон для церкви.
Помер отець Петро в сані архімандрита 29 листопада 1888 року. Новим настоятелем став ієромонах Філофей, законоучитель Київського Лаврського печерного двокласного духовного училища. Новий ігумен спробував влаштувати життя в монастирі на кшталт Київських обителей.
При Філофеї були влаштовані кам'яні ворота, поруч з головним храмом з'явилася церква в честь Печерських угодників Феодосія та Антонія, куди були привезені частинки мощей багатьох Великих святих. Наступником Філофея став отець Сергій.

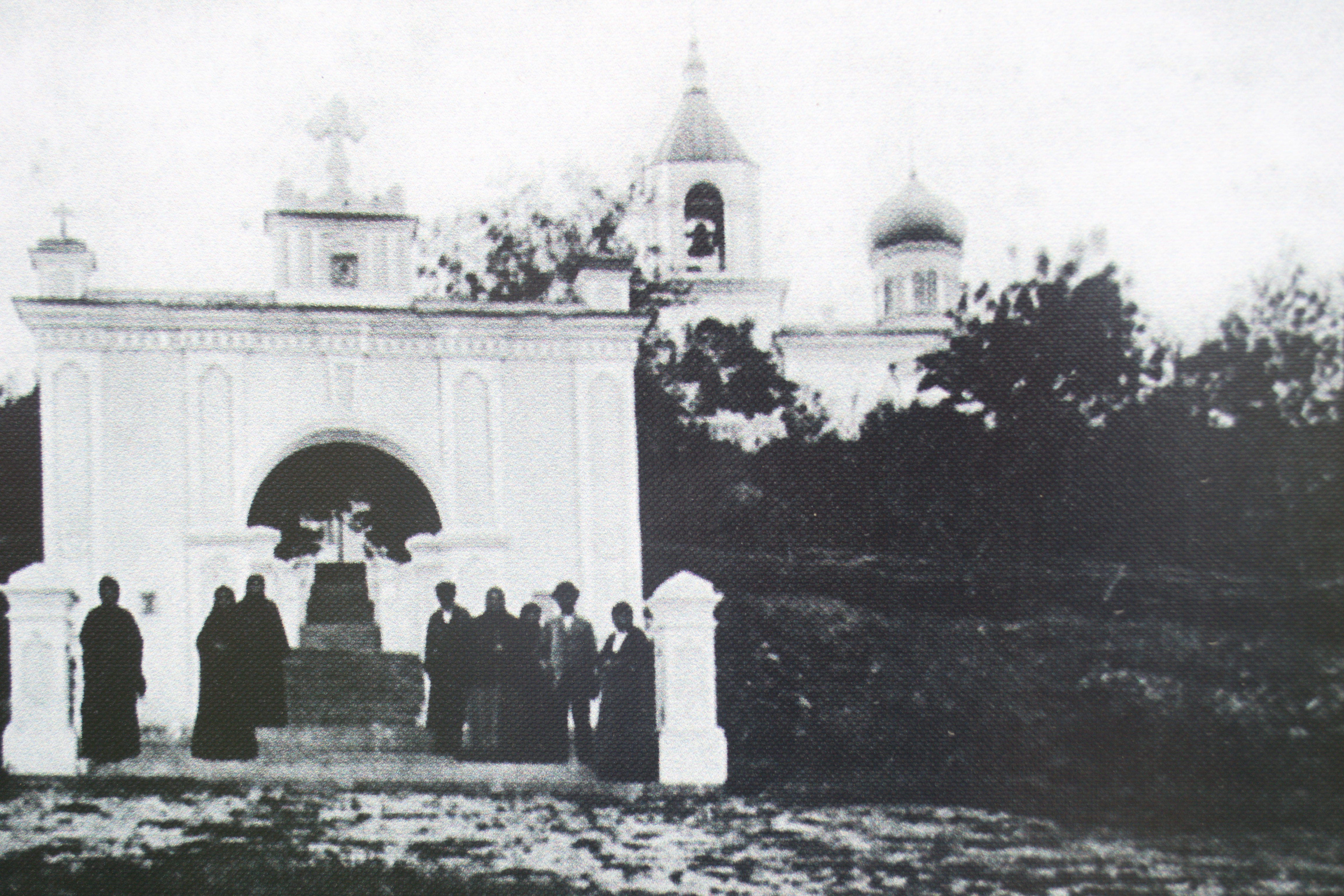
Монастир на початку ХХ століття

У 1900 році Єпископ Таврійський Микола постановив монастир зробити жіночим, а на його основі заснувати Єпархіальний «Вдовий дім». Отця Сергія змінила черниця Московського пристрасного монастиря Леоніда.
За однією з версій, в ці роки життя в монастирі мала проблеми з дисципліною.
У роки Першої світової війни за монастирськими стінами перебувало відділення № 4 Керченського тимчасового міського лазарету для поранених і хворих солдатів і офіцерів Російської армії, а також школа для дівчаток-біженок.

## Монастир в період Громадянської війни і становлення Радянського Союзу

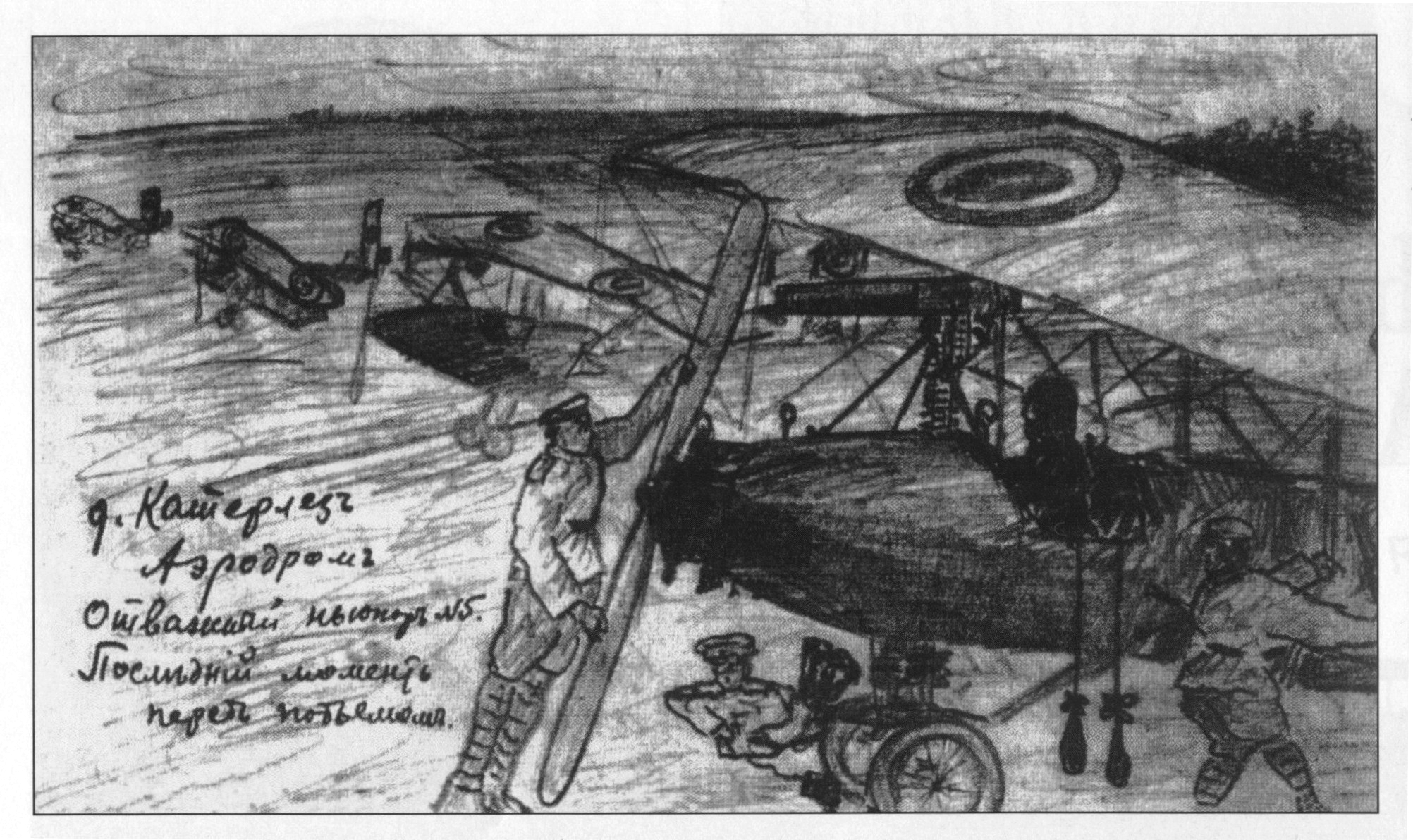
Малюнок алексійовця Бориса Павлова. Осавул Просвірін готується до вильоту на своєму «Ньюпор» з катерлезького аеродрому

У період Громадянської війни на землі монастиря влаштувалися льотчики Російської армії генерала Врангеля. У Катерлезі базувалися Перший і Третій білогвардійські авіазагони.
20 лютого 1921 року Керченський повітовий комітет постановив ліквідувати Катерлезький монастир, а майно передати дитячому притулку, який отримав монастирську прописку. Черницям дозволили залишитися, але за неодмінної відмови від чернецтва: їм дозволили працювати, доглядати за садом, виноградником. Всіх жінок, хто не був готовий розлучитися зі своєю обітницею, переселили до Косьмо-Даміанівського монастиря в Алушті.
У 1923 році обитель була закрита, що діяла на території дитячого закладу. Однак із закриттям Георгіївської церкви був скасований і сам дитячий будинок. Жителі селища неодноразово зверталися в КримЦВК з проханням передати їм храм, але безрезультатно.
До 1928 року від монастиря залишилися одні руїни. Камені, з яких монастир був складний, пішли на приватне будівництво, а також на будівництво школи та інших муніципальних установ. КримЦВК на запит Виконавчого комітету РРФСР пояснили цей розгром тим, що місцеве населення могло розграбувати зачинену церкву, а тому її довелося розібрати. При цьому уточнювалося, що зроблено це було з приватної ініціативи голови Керченського райвиконкому Лбова.
Камінь зі слідами людських стоп кілька разів намагалися знищити вибухівкою. До сьогоднішнього дня зберігся лише фрагмент каменя із одним з відбитків.

## Відродження монастиря
У 1991 році на горі Святого Георгія було встановлено семиметровий православний хрест.
У 1996 році по благословенню Митрополита Кримського і Сімферопольського Лазаря на землі монастиря почали проводитися перші після його ліквідації богослужіння. Під нову церкву і чернечі келії були виділені два недобудовані будівлі колгоспного іподрому на місці існувала раніше обителі.

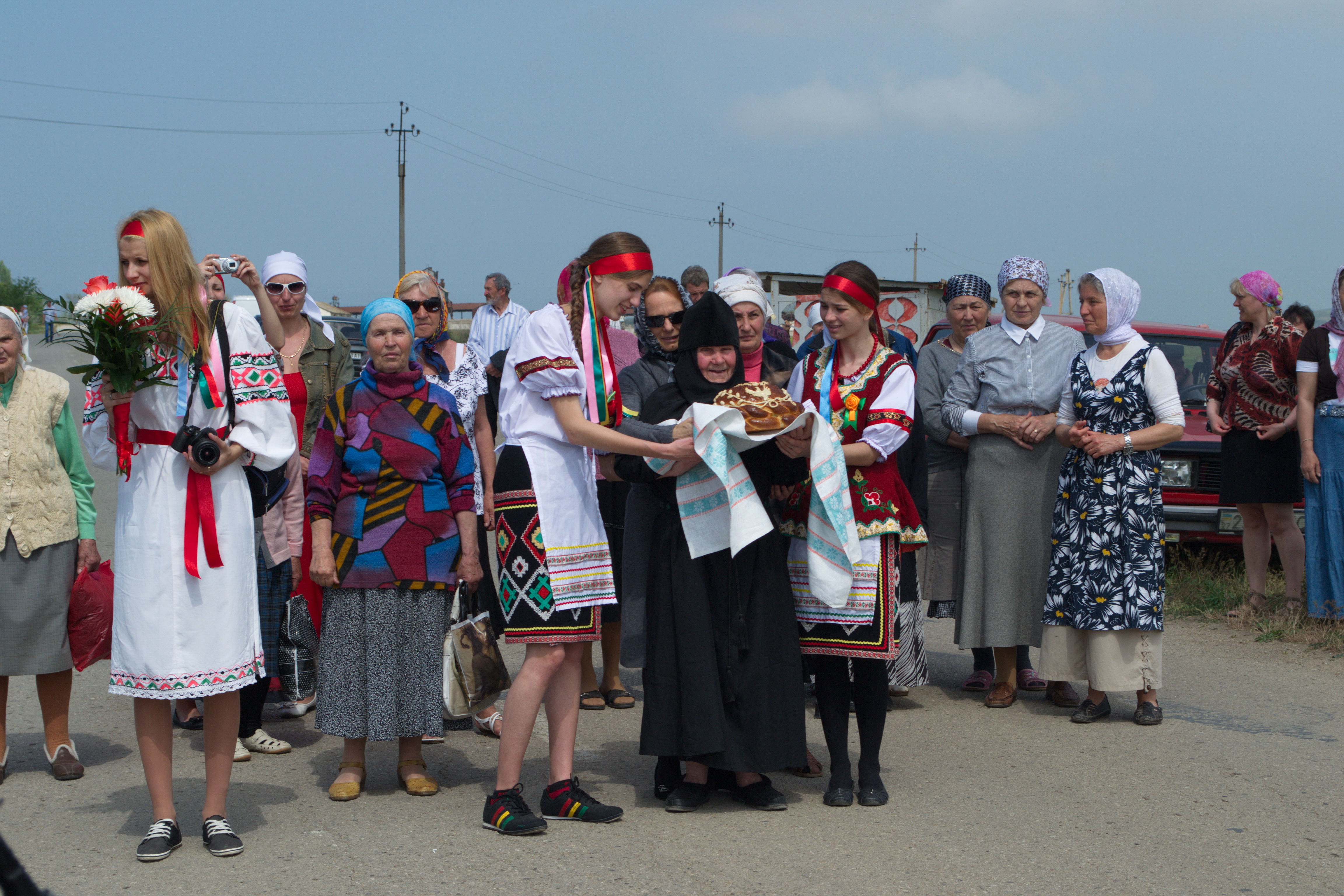
Матінка Акиліна зустрічає хресний хід

Першою настоятелькою монастиря стала Матінка Акиліна, в миру — Олександра Литвиненко, учасниця німецько-радянської війни.
За станом на червень 2013 року в монастирі служать всього три черниці, проте місцеві жителі надають велику допомогу кіновії, беруть на себе більшу частину турбот по господарству і кухні.
Триває відновлення монастиря. В Єпархії планують побудувати на місці явлення Святого Георгія церква, нову чернечу келію, а також приміщення для прочан, гостьовий будинок.

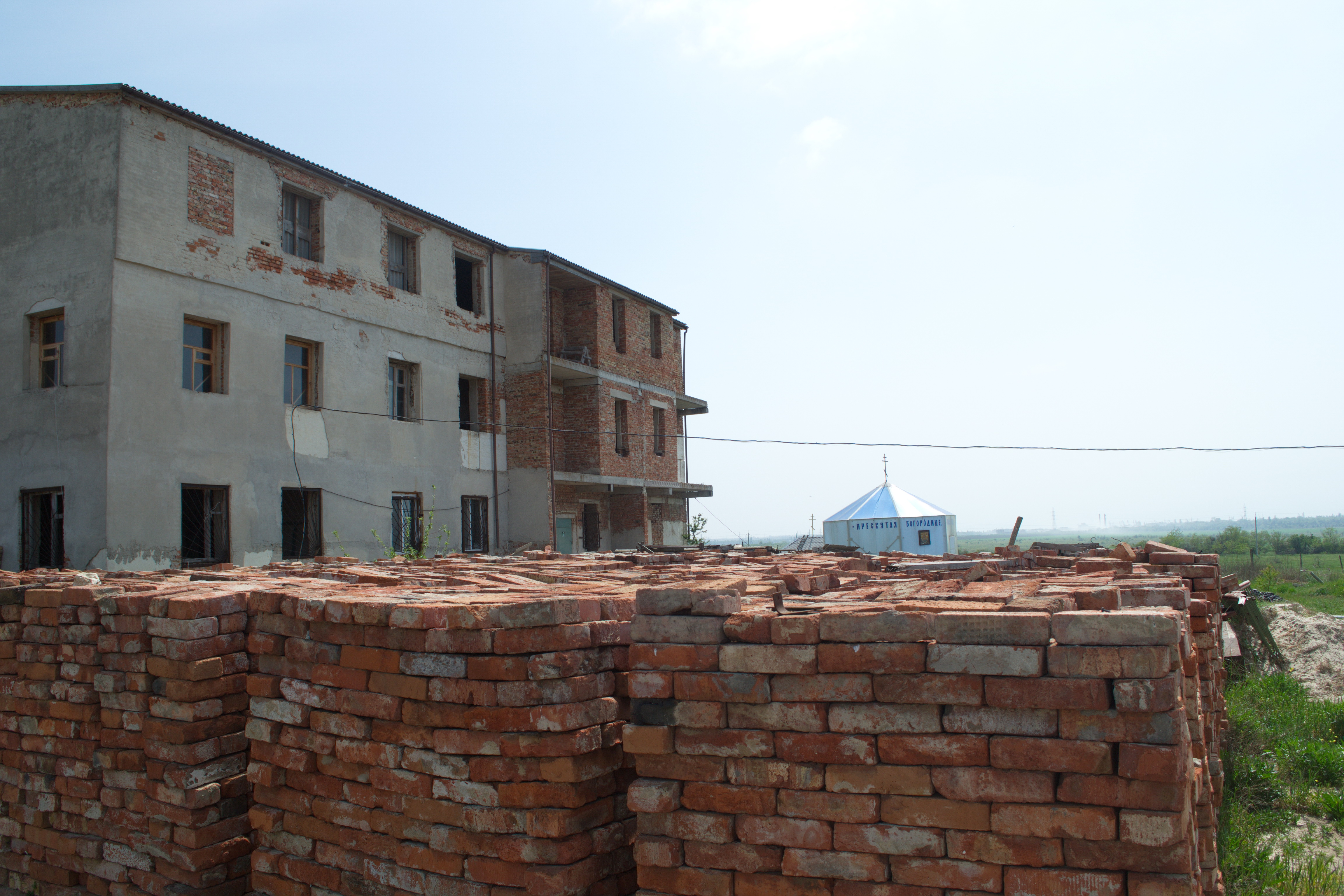
У цьому будинку на початку 1990-х років жили перші будівельники під час відновлення храму

## Цікаві факти
Катерлезький монастир був першим монастирем, ліквілований революційною радянською владою у Криму.
Свята гора також шанується і місцевим кримсько-татарським населенням. Збирач легенд Криму Никандр Маркс писав, що в День Святого Георгія татари Козької долини під Судаком приходили на гору Ке-терлез-Оба і запалювали на вершині поминальні свічки.

## Галерея

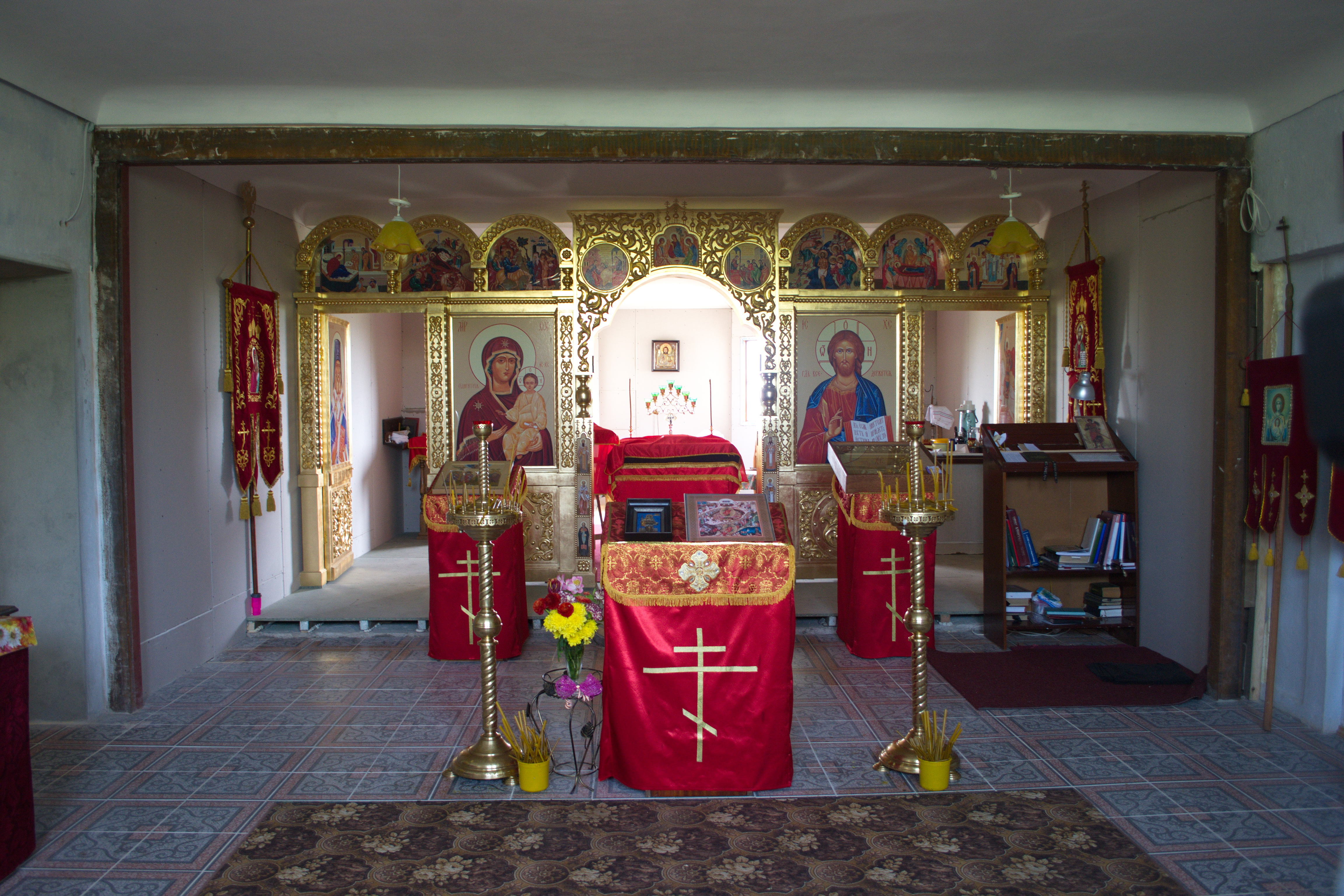
Оздоблення церкви монастиря
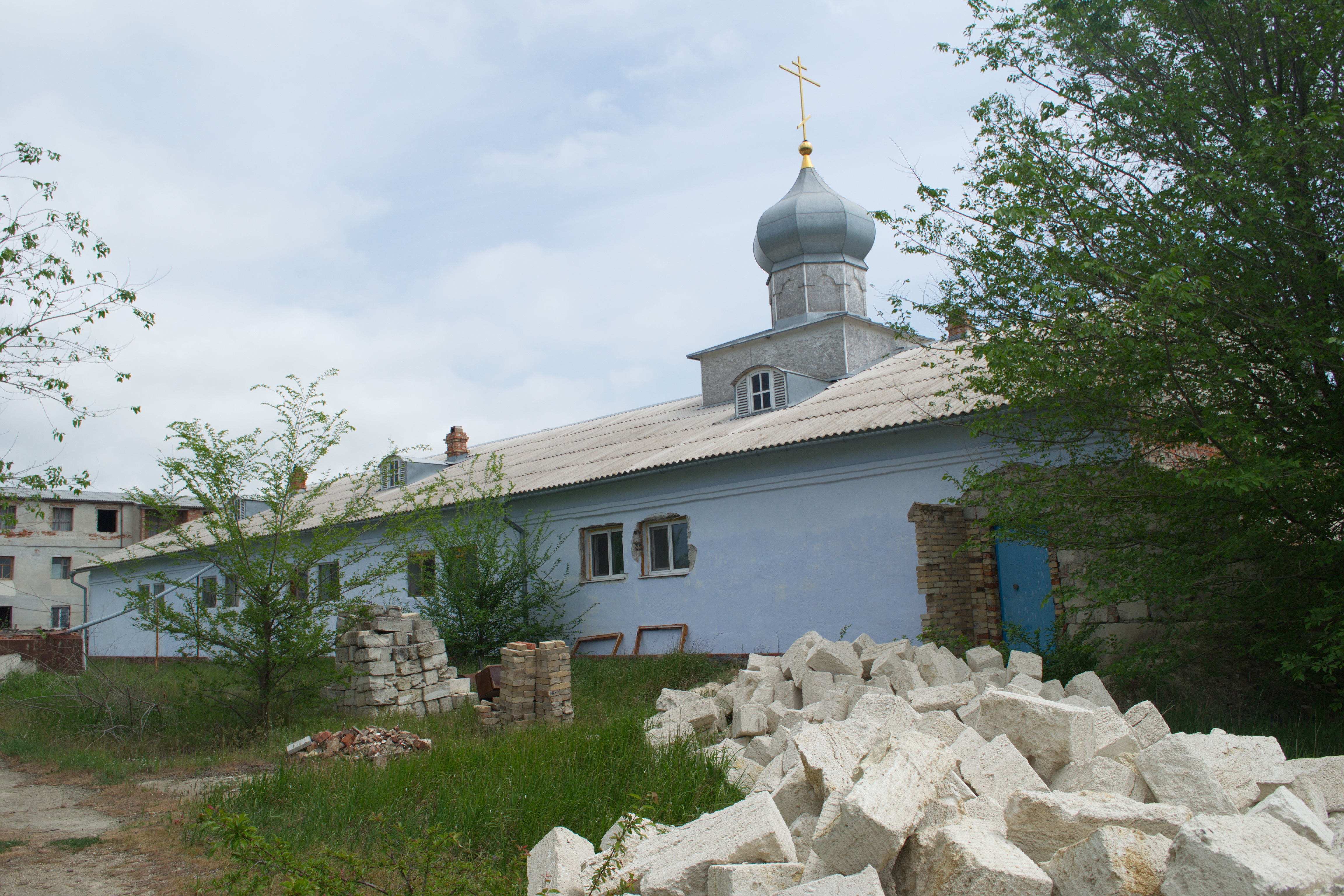
купи будівельного каменю перед храмом
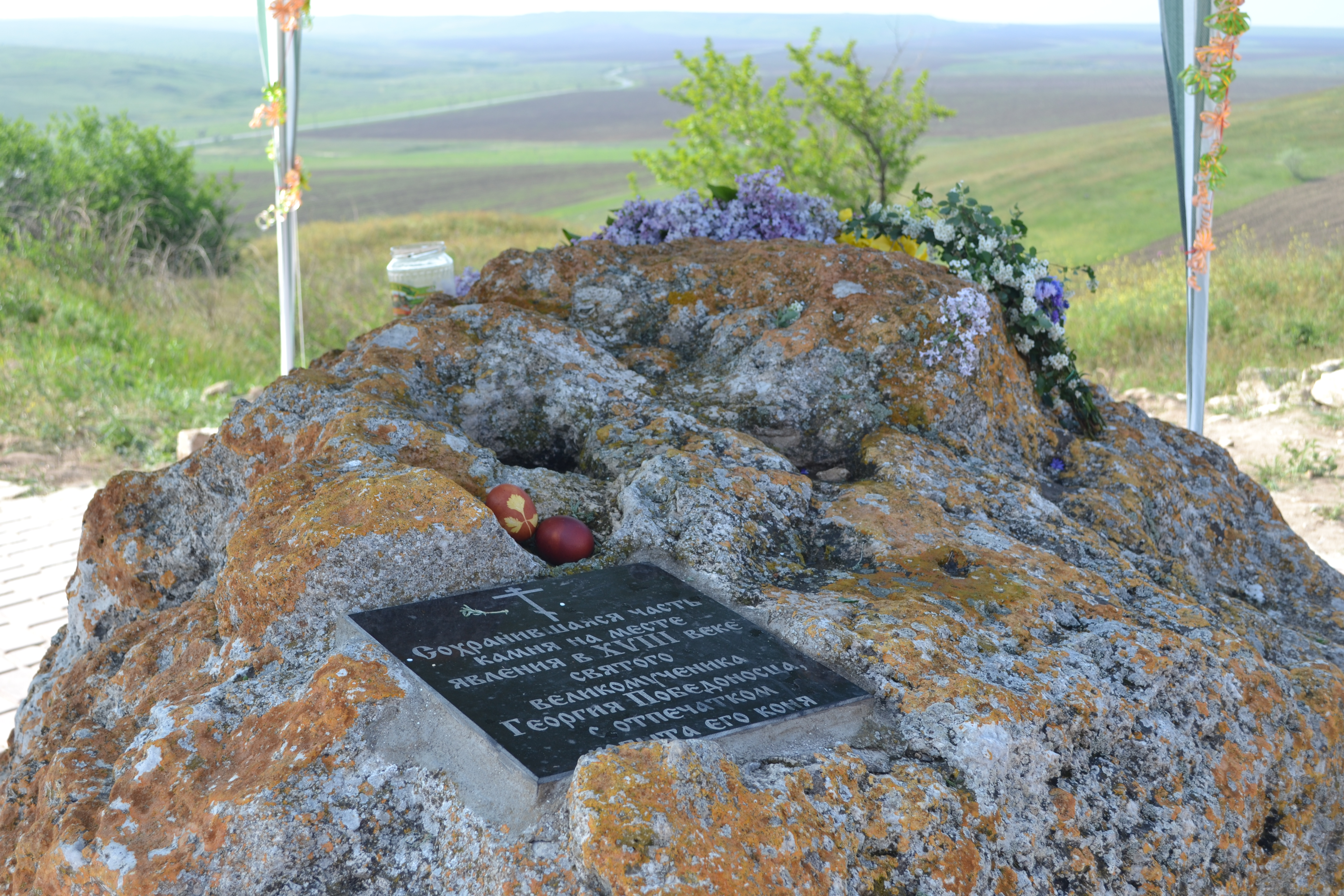
Збережений фрагмент каменя із слідами стоп Святого Георгія і копит його коня
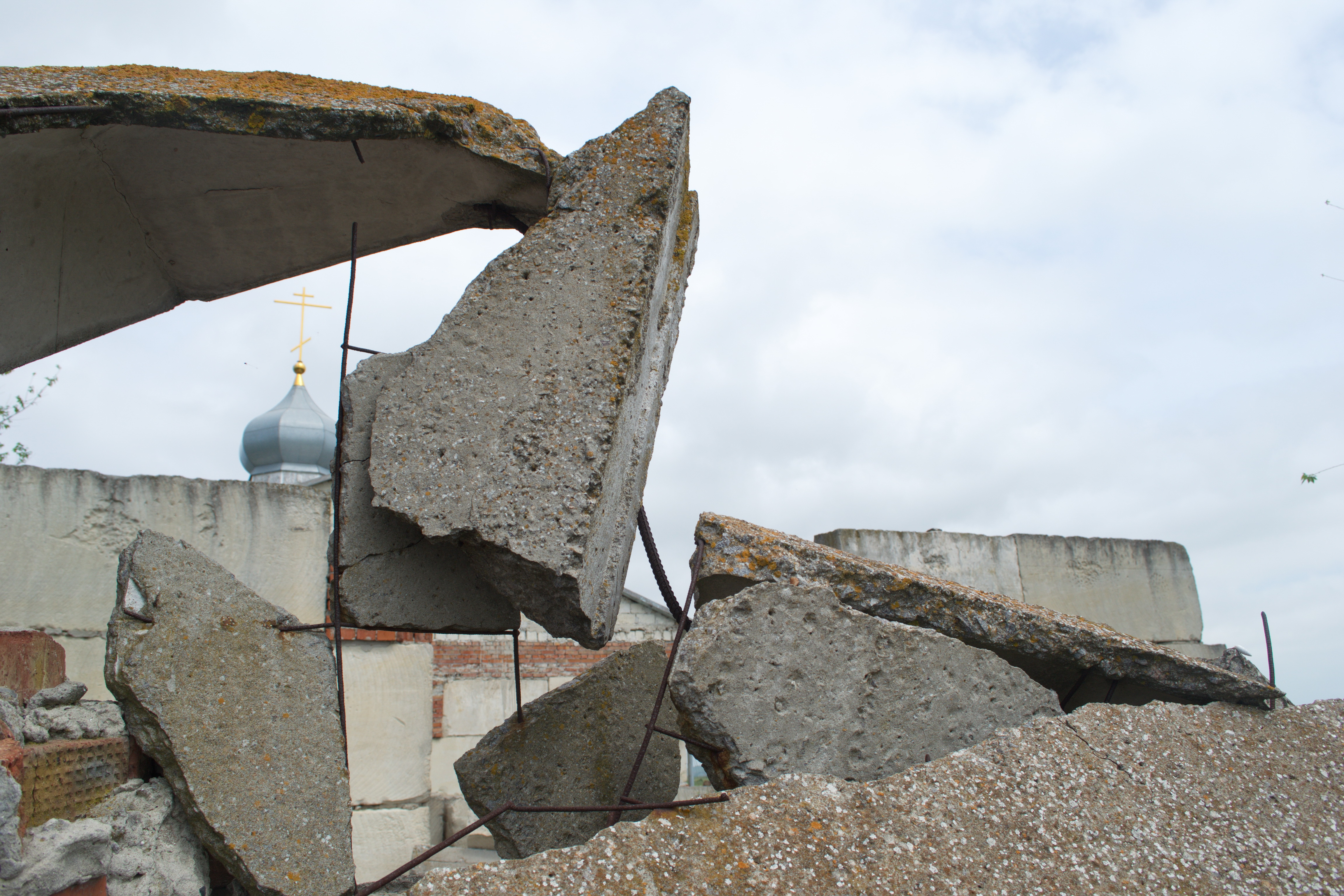
Катерлезскій монастир. Вид збоку